# Agrostophyllum merrillii
Agrostophyllum merrillii är en orkidéart som beskrevs av Oakes Ames. Agrostophyllum merrillii ingår i släktet Agrostophyllum och familjen orkidéer. Inga underarter finns listade i Catalogue of Life.